# Preservativo dentado antiviolación
El preservativo  dentado antiviolación  o Rape-aXe es un dispositivo médico de uso vaginal. Consiste en una  preservativo femenino  que se coloca en las paredes de la vagina  cuyo fin es evitar la violación provocando grandes heridas en el miembro viril.

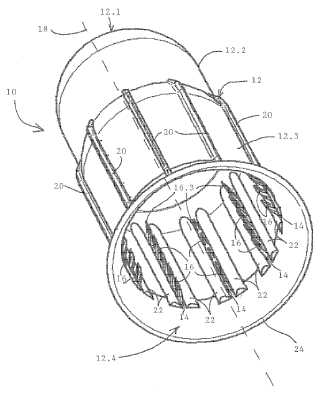
Imagen del preservativo dentado antiviolación

## Características
Rapex o preservativo dentado antiviolación es un  preservativo femenino  anti violaciones con dientes que se coloca en la vagina  y ante una violación el pene queda atrapado y cualquier movimiento en intento de sacarlo lastima la piel. Es como un mordisco y sólo un médico puede sacarlo.
Este dispositivo fue creado por la doctora sudafricana Sonnet Ehlers.

## Colocación
Es un preservativo femenino  de látex que se inserta de la misma manera que un tampón. Tiene ganchos, que son los que se encargan de quedarse agarrados al pene. La neutralización del violador es tal, que el hombre no puede orinar ni caminar.

## Ventajas e inconvenientes
A pesar de su efectividad, resulta incómodo para la mujer. Aun así, sus defensores indican la necesidad de su uso en lugares con alta tasa de agresiones a las mujeres.